# Waldo Ponce
Waldo Alonso Ponce Carrizo (Los Andes, 12 aprile 1982) è un ex calciatore cileno, di ruolo difensore.

## Carriera

### Club
Gioca i primi anni della sua carriera professionistica nell'Universidad de Chile; a 21 anni si trasferisce in Europa, al Wolfsburg, dove rimane fino al 2004 giocando solo cinque partite. Tornato in Cile, all'Universidad de Chile, vi gioca fino al 2008, quando si trasferisce al Vélez Sársfield. Nel 2010 viene acquistato dall'O'Higgins che lo manda subito in prestito all'Universidad Catolica. In estate viene acquistato dal Racing Santander. Dopo solo 3 presenze, il 30 dicembre firma un triennale per il Cruz Azul. Con la Máquina è titolare indiscusso nei primi due tornei, ma poi a causa di un infortunio al tendine di Achille salta il clausura 2012, e in estate è prestato per sei mesi all'Universidad de Chile. Scaduto il prestito, il giocatore fa ritorno al Cruz Azul in attesa di sapere se verrà confermato in squadra o sarà di nuovo prestato.

### Nazionale
Con la nazionale cilena conta 41 presenze, con ben quattro reti. Nel 2010 viene convocato per il Mondiale in Sudafrica.

## Palmarès

### Club

#### Competizioni nazionali
- Campionato cileno: 1

Univ. de Chile: 2004